# Rem Krassilnikov
Pour les articles homonymes, voir Krassilnikov.
Rem Sergueïevitch Krassilnikov (en russe : Рэм Сергеевич Красильников ; 1927 - mars 2003) est un ancien général du KGB. 

## Histoire
Son prénom (Rem) est formé des initiales de REvolutsija Mirovaja (« révolution mondiale »). Beaucoup de parents russes ont donné ce nom à leur progéniture pendant l'époque soviétique de l'URSS. Le prénom de sa femme était Ninel (Lénine inversé).
Il est entré au KGB en marchant sur les traces de son père, lui-même général du NKVD, l'ancêtre du KGB. D'abord officier de la première direction générale du KGB, il fut en notamment poste à Ottawa et à Beyrouth. Il intégra ensuite la deuxième direction principale du KGB, chargée du contre-espionnage. Il en a dirigé le 2e département, chargé du contre-espionnage contre la Grande-Bretagne et autres pays du Commonwealth, de 1973 à 1979, puis le 1er département, chargé des Américains, de 1979 à 1992 avec son adjoint Valentin Klimenko. Son rôle était de démasquer les agents soviétiques travaillant pour la CIA qui était à l'époque considérée comme le glavny vrag (l'ennemi principal). À eux deux ils ont supervisé l'arrestation de Leonid Polechtchouk, d'Adolf Tolkatchev, ainsi que de l'expulsion de nombre d'officiers de la CIA en poste à Moscou et Léningrad, pris en flagrant délit d'espionnage. Parmi eux, Richard Osborne, chef de poste adjoint de la CIA à Moscou interpellé le 7 mars 1983, ou Michael Sellers, interpellé le 10 mars 1986. Krassilnikov était surnommé « le professeur du contre-espionnage » au KGB.
« Krassilnikov était l'équivalent de Karla, le personnage des romans d'espionnage de John le Carré. Vu de Langley [le QG de la CIA], c'était presque un mythe. À la fin de chacune de nos opérations désastreuses, il entrait dans la pièce où était retenu notre officier traitant pris au piège, et il avait avec lui une petite conversation. »

## Ouvrages
- (ru) Rem Krassilnikov, Призраки с улицы Чайковского [« Les fantômes de la rue Tchaïkovsky »], Moscou, Geïa Iterum,‎ 1999 (ISBN 5-85589-057-0)
  - (ru) Rem Krassilnikov, Новые крестоносцы. ЦРУ и перестройка [« Les nouveaux croisés. La CIA et la perestroïka »], Moscou, Olma-Press,‎ 2003 (ISBN 5-94849-086-6)(version augmentée des fantômes de la rue Tchaïkovsky)
- (ru) Rem Krassilnikov, КГБ против МИ-6. Охотники за шпионами [« KGB contre MI-6. Chasseurs d'espions »], Moscou, Tsentrpoligraf,‎ 2000 (ISBN 5-227-00580-X)
- (ru) Rem Krassilnikov, Конец « Крота » [« La fin de la « taupe » »], Moscou, Vetché,‎ 2001 (ISBN 5-7838-0991-8)

## Sources
- Milton Bearden et James Risen (trad. de l'anglais), CIA-KGB : Le Dernier Combat [« The Main Enemy »], Paris, Albin Michel, 2004, 637 p. (ISBN 2-226-13803-X)
- (en) James Risen, « Rem Krassilnikov, Russian Bane of C.I.A., Dies at 76 », New York Times,‎ 24 mars 2003 (lire en ligne)